# 2375 Radek
2375 Radek è un asteroide della fascia principale. Scoperto nel 1975, presenta un'orbita caratterizzata da un semiasse maggiore pari a 3,1742894 UA e da un'eccentricità di 0,2162746, inclinata di 14,99287° rispetto all'eclittica.